# اچ‌ام‌اس هسپروس (اچ۵۷)
اچ‌ام‌اس هسپروس (اچ۵۷) (به انگلیسی: HMS Hesperus (H57)) یک کشتی بود که طول آن ۳۲۳ فوت (۹۸٫۵ متر) بود. این کشتی در سال ۱۹۳۹ ساخته شد.